# Tuyến Duvernoy

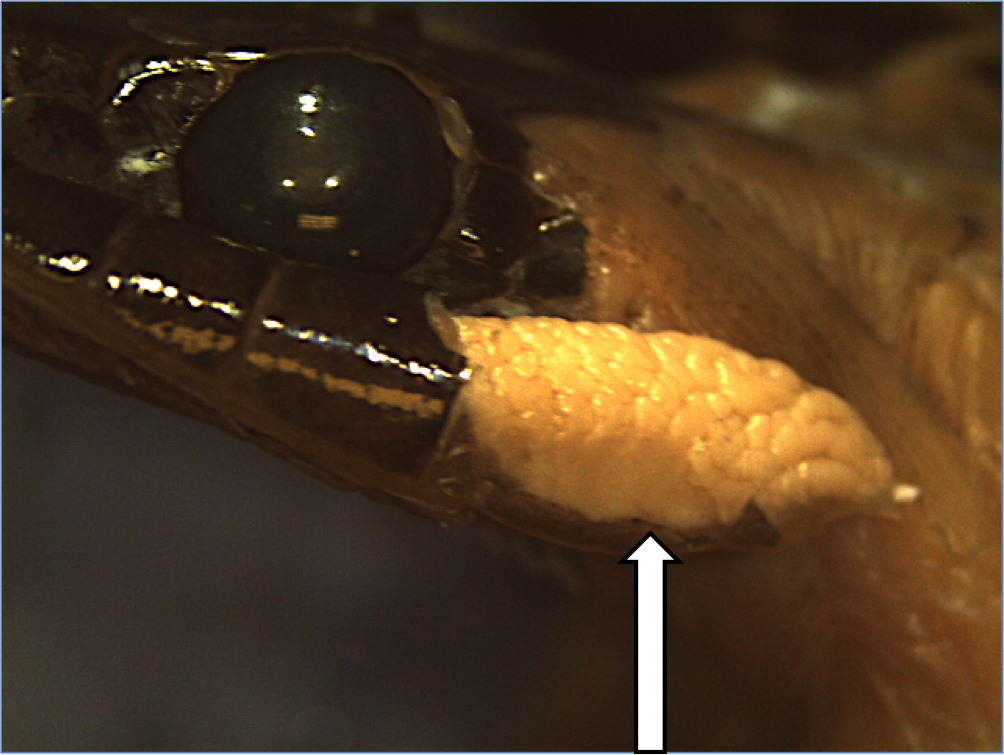
Tuyến Duvernoy (màu vàng nhạt) nhìn từ mặt bên ở một con rắn có ngấn nếp. Nó ở mặt bên của mép, phần đuôi của mắt rắn. Bộ phận được che đậy bởi tấm vảy (màu xanh nâu), và bị tổ chức bắp thịt ở mặt dưới vây chung quanh (màu nâu nhạt).

Tuyến Duvernoy là một loại tuyến được phát hiện ở họ Rắn nước. Khoảng thời gian dài tới nay, nhiều người cho biết khác biệt căn bản rắn độc và rắn không độc ở chỗ rắn độc có tuyến độc và răng độc, tuy nhiên, tiến hành nghiên cứu về độc tính của tuyến Duvernoy ở họ Rắn nước có răng rãnh sau (opisthoglyph) và răng không rãnh hoặc chất bài tiết ở khoang miệng phát hiện, có một số rắn nước răng hàm trên của nó không có rãnh cũng không có ống, tức là tuyến Duvernoy của loài rắn nước có sẵn độc tính và chất bài tiết của nó thông thường rất ít được quan tâm chú ý, loại tuyến hình ống phức tạp này do nhà hình thái học nổi tiếng người Pháp Georges Louis Duvernoy đặt tên vào đầu thế kỉ XIX, vì nguyên do đó gọi là tuyến Duvernoy.

## Tuyến Duvernoy ở họ Rắn nước
Rắn nước chiếm 65% tất cả loài rắn trên thế giới, ít nhất 6 á họ (có tài liệu chia làm 11 á họ), khoảng chừng 156 loài. Trước mắt vẫn không rõ rốt cuộc có bao nhiêu loài rắn nước có sẵn tuyến Duvernoy. Trong 300 loài rắn nước do loài người nghiên cứu, phát hiện 250 loài rắn nước có sẵn tuyến Duvernoy, có loài có răng hàm trên to lớn dài ra phía sau khoang miệng có rãnh hoặc không rãnh. Tác dụng độc của rắn nước đối với loài người không thường thấy, nhưng mà lúc tác dụng độc phát sinh, tác dụng độc của một số loài rắn có răng ống tương tự với răng rãnh trước.

## Giới thiệu giản lược
Tuyến Duvernoy là một loại tuyến hình ống phân nhánh điển hình, có chứa tế bào huyết thanh đặc biệt, không giống tuyến độc thực có sẵn túi chất lỏng trữ nọc độc bên ngoài tế bào. Hệ thống trong da thể vân ở phần hàm của thiểu số rắn nước nối liền với tuyến Duvernoy, nhưng cái này rất ít thấy, đại đa số tuyến Duvernoy không có bắp thịt mà bám dựa, chất bài tiết của tuyến thông qua một đoạn ống dẫn bên cạnh răng hàm trên phía sau lúc mở miệng chảy đến khoang miệng.

## Vị trí tuyến Duvernoy
Ống dẫn của tuyến Duvernoy không nối liền với răng hàm trên phía sau, mà là kẻo duỗi vào vùng tế bào thượng bì ở chung quanh răng hàm. Những cái răng hàm trên này có quan hệ với ống dẫn của tuyến Duvernoy lúc nào cũng to lớn thêm, có rãnh hoặc không rãnh, hình thành đường ống kín vận chuyển đưa nọc độc đi. Tuy nhiên, không phải tất cả răng hàm trên to lớn thêm đều có tuyến Duvernoy.